# Église Saint-Jean-Baptiste de Lhommaizé
L'église Saint-Jean Baptiste est l'église paroissiale de Lhommaizé dans le département de la Vienne. Elle est inscrite à l'Inventaire général du patrimoine culturel.

## Histoire
L'église actuelle date du XIXe siècle, elle a été construite sur l'ancienne église romane en 1870, et a été consacrée en 1876.
L’église Saint-Jean-Baptiste est tournée vers le Nord et non vers l’Ouest, c’est-à-dire vers Jérusalem, ce qui aurait dû être le cas. L’édifice actuel remplace une ancienne petite église romane qui a disparu. Cette dernière était normalement orientée. La paroisse dépendait du chapitre de Morthemer. Cette église abritait un retable en bois sculpté du XVIIe siècle que l’on peut voir actuellement dans l’église Saint-Porchaire de Poitiers. La nouvelle église est reconstruite à partir de 1870 par le Chauvinois Brimaud grâce à un financement de Louis Évariste Robert de Beauchamp, propriétaire du château de la Forge. Les plans sont de l’abbé Brisacier et de l’architecte Ardouin. La nouvelle église est consacrée le 15 octobre 1876.

## Mobilier
- Deux statues en bois polychrome représentant saint Jean-Baptiste et une Vierge à l’Enfant.
- Fonts baptismaux du XIIe siècle.
- Deux tableaux du XVIIe siècle restaurés récemment à la suite de leur découverte dans le presbytère en 2002 par un groupe de paroissiens.
- Tableau du XVIIe sièclë représentant le baptême du Christ.
- Tableau du XVIIIe sièclë représentant saint Luc..

## Autour de l'église

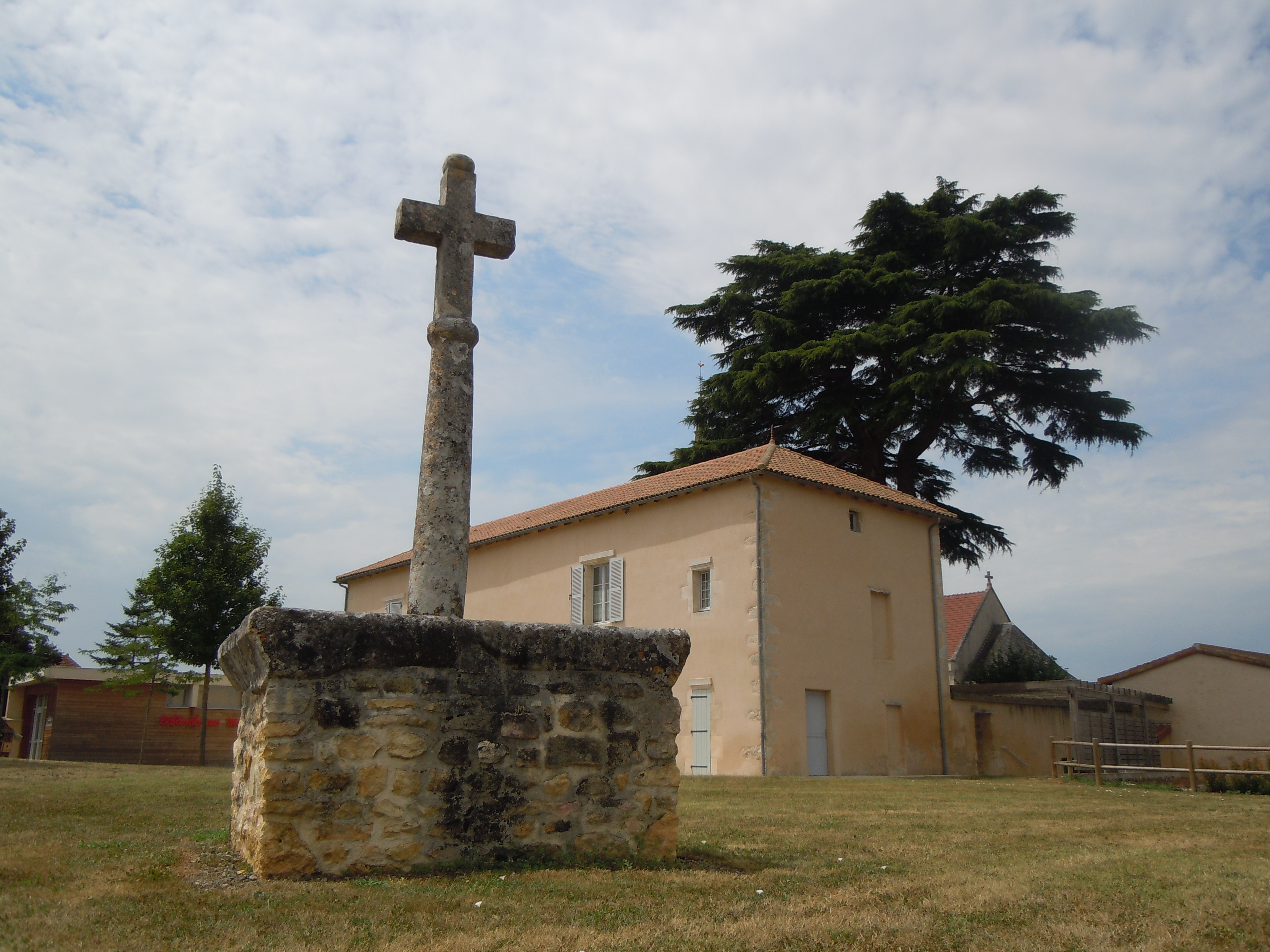
Le presbytère
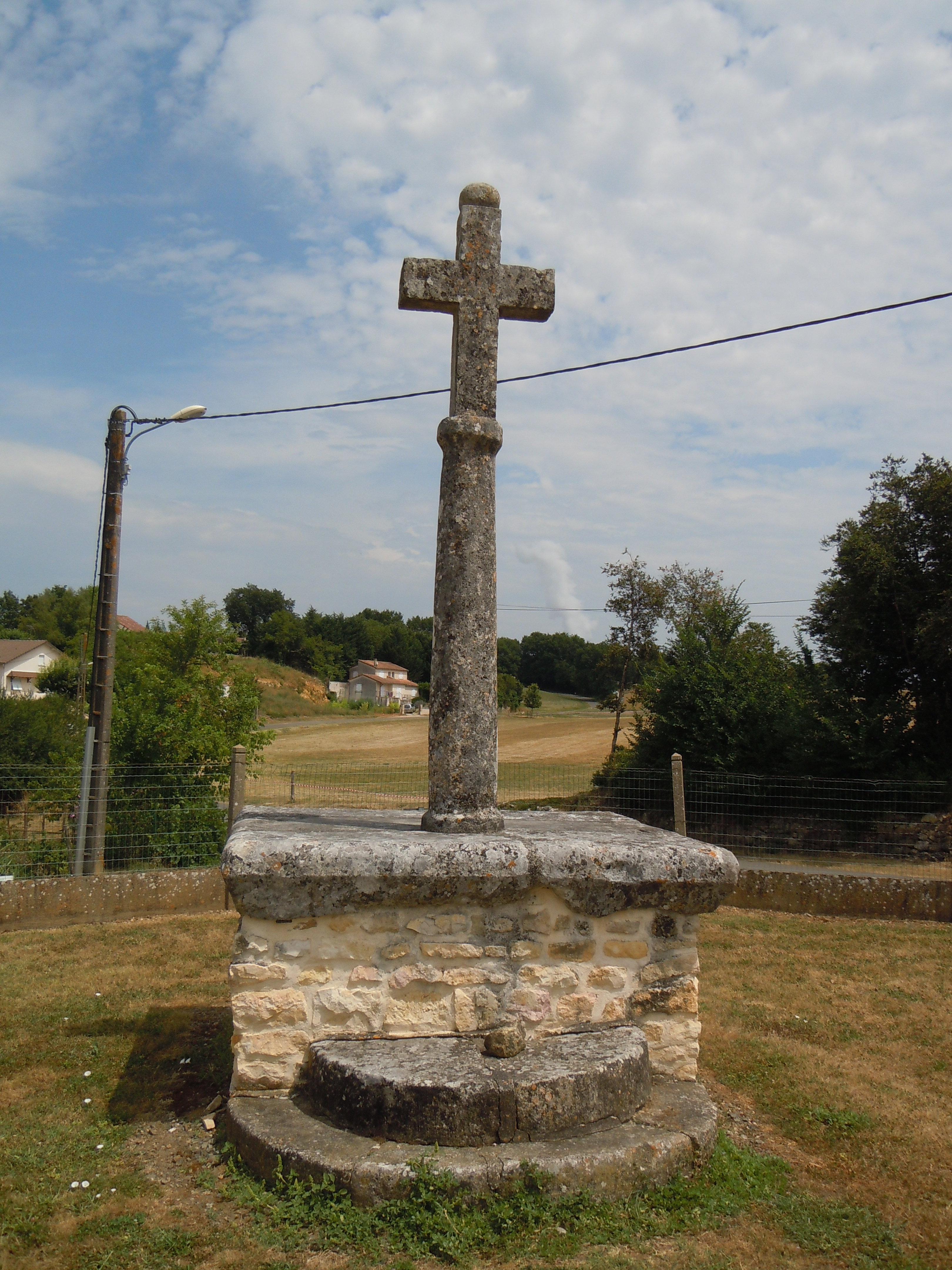
Croix du presbytère
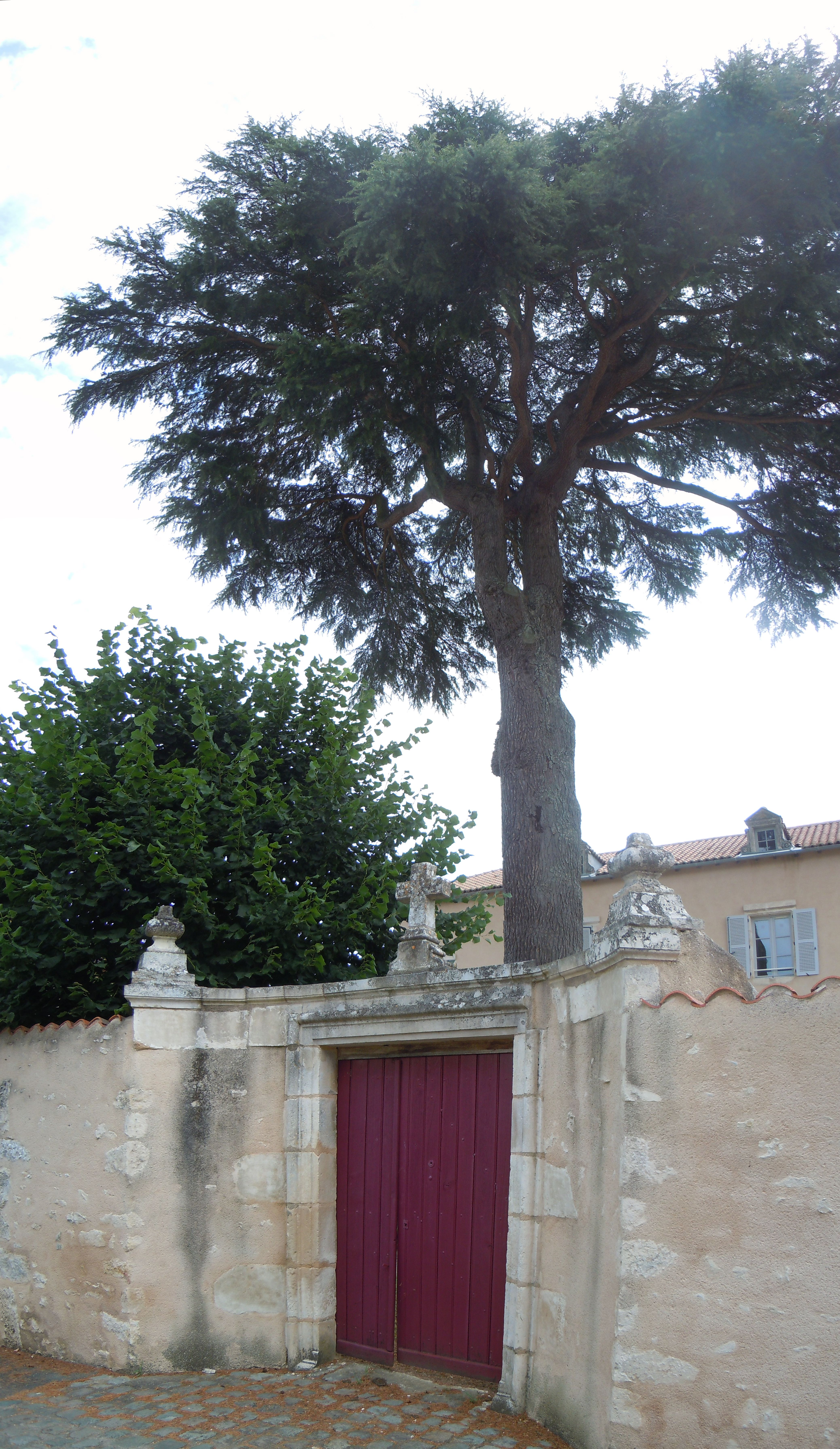
Portail du presbytère et le cèdre tricentenaire